# Валелеота Супериоре (Козенца)
Валелеота Супериоре је насеље у Италији у округу Козенца, региону Калабрија.
Према процени из 2011. у насељу је живело 167 становника. Насеље се налази на надморској висини од 186 м.